# Knipowitschia panizzae
Knipowitschia panizzae är en fiskart som först beskrevs av Verga, 1841.  Knipowitschia panizzae ingår i släktet Knipowitschia och familjen smörbultsfiskar. IUCN kategoriserar arten globalt som livskraftig. Inga underarter finns listade i Catalogue of Life.